# Мария фон Батенберг
Мария Каролина фон Батенберг (на немски: Marie Karoline von Battenberg) е германска принцеса от рода Батенберг, сестра на княз Александър I Батенберг и съпруга на граф Густав Ернст Ербах-Шьонберг.

## Биография

### Произход и ранно детство
Мария Каролина е родена на 15 февруари 1852 г. в Женева, Швейцария. Тя е най-голямото дете на принц Александър фон Хесен-Дармщат (1823 – 1888), основател на династията Батенберг, и графиня Юлия фон Хауке (1825 – 1895), дъщеря на принц Ханс Мориц фон Хауке (1775 – 1830). Поради неравностойния брак на родителите си Мария е лишена от фамилията на баща си, „Хесен-Дармщат“, и приема тази на майка си – „Фон Батенберг“.

### Работа като преводач
Мария е известна с мемоарите си и няколкото преведени от нея книги, сред които „Портата на рая“ и „Великденска мечта“ на Едит Якоб както и „Пътуване до Сиберия“ на Кейт Марсдън. Неин мемоар, озаглавен „Пътуване до България“, е публикуван през 1884 г. по случай гостуването ѝ на княз Александър I Батенберг в България.
Мария фон Батенберг умира на 20 юли 1923 г. в Шьонберг, Оденвалд, Германия.

## Семейство
На 19 април 1871 г. в Дармщат Мария се омъжва за граф Густав Ернст Ербах-Шьонберг (1840 – 1908) и получава титлата графиня фон Ербах-Шьонберг. През 1903 г. Густав е удостоен с по-висока титла, първи принц Ербах-Шьонберг. Така Мария приема новата титла прицеса фон Ербах-Шьонберг.
Мария и Густав Ернст имат трима сина и една дъщеря:
- Граф (по-късно 2-ри Принц) Александер Лудвиг Алфред Еберхард (* 12 септември 1872, Шьонберг; † 18 октомври 1944, Бенсхайм), 2. княз и граф на Ербах-Шьонберг и др., женен на 3 май 1900 г. в Аролзен за принцеса Елизабет фон Валдек-Пирмонт (* 6 септември 1873; † 23 ноември 1961)
- Граф Максимилиан фон Ербах-Шьонберг (* 27 март 1878, Шьонберг; † 25 март 1892, Шьонберг)
- Граф (по-късно Принц) Виктор Сергиус Хайнрих Бруно Карл (* 26 септември 1880, Кьониг; † 27 април 1967, Мюнхен), женен на 9 ноември 1909 г. в Сомогйвáр за графиня Ерззебет де Сарвáр (* 6 февруари 1888; † 7 януари 1977)
- Графиня (по-късно Принцеса) Мари Елизабет (Едда) Доната (* 7 юли 1883, Шьонберг; † 12 март 1966, Шлитц), омъжена на 19 януари 1910 г. в Шьонберг за дипломат принц Вилхелм фон Щолберг-Вернигероде (* 23 юли 1870; † 23 януари 1931)

## Титли и форми на обръщение
- Графиня фон Батенберг (15 юли 1852 – 26 декември 1858)
- Нейно Височество Принцеса фон Батенберг (26 декември 1858 – 19 април 1871)
- Графиня Ербах Шьонберг (19 април 1871 – 18 август 1903)
- Нейна Светлост Принцеса Ербах-Шьонберг (18 август 1903 – 20 юни 1923)

## Разработки
- ((de)) Marie of Erbach-Schönberg: Memoirs of Princess Marie of Erbach-Schönberg, Princess of Battenberg, 1852 – 1923, nd V. 1958 г. ISBN 3-922781-75-6
- ((de)) Marie von Erbach-Schönberg: Meine Reise nach Bulgarien im Jahre 1884, Хелер, 1916 г.
- ((de)) Sophie Pataky: Lexikon deutscher Frauen der Feder, том. 1. Берлин, 1898 г., стр. 194